# Die Blockadebrecher

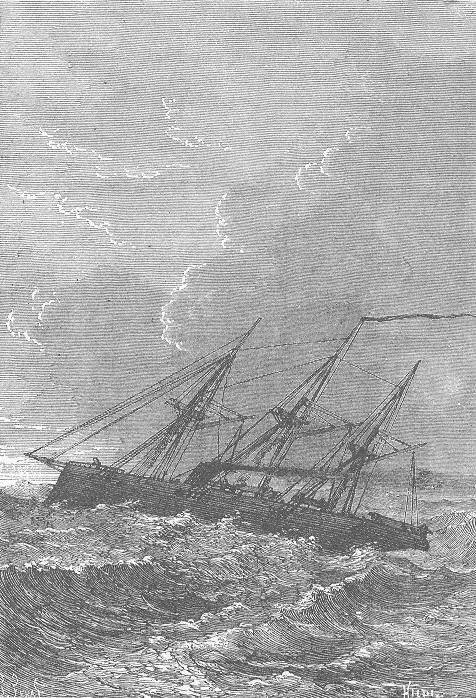
Illustration des Zeichners Jules Férat zu der Kurzgeschichte Die Blockadebrecher

Die Blockadebrecher (auch Die Blockade-Brecher) ist eine Kurzgeschichte des französischen Autors Jules Verne. Die Kurzgeschichte wurde erstmals im Oktober 1865 unter dem französischen Titel Études de moeurs contemporaines. Les forceurs de blocus in der Zeitschrift Musée des Familles veröffentlicht. In Buchform erschien die Kurzgeschichte erstmals 1871 als Anhang des Romans Eine schwimmende Stadt (Une ville flottante), wofür Jules Verne kleinere stilistische Korrekturen vornahm. Die erste deutschsprachige Ausgabe trug den Titel Die Blockade-Brecher. Der englische Titel lautet The Blockade Runners.

## Handlung
Die Geschichte beschreibt die Entstehung und die Fahrt des damals modernen Dampfschiffs Delphin. Auftraggeber ist der Reeder Vincent Playfair. Im amerikanischen Bürgerkrieg ist es zu einer Seeblockade vor der Küste der Südstaaten gekommen. Die Blockade hat den Handel mit Baumwolle nahezu zum Erliegen gebracht. Die Baumwollwebereien in Glasgow müssen daraufhin die Arbeit einstellen, den Konföderierten fehlen Munition und wichtige Güter. Einem jungen Kaufmann erscheint dies als eine optimale Situation, um möglichst viel Gewinn bei wenig Einsatz zu erzielen. Er trifft mit seinem Onkel Vincent Playfair eine Abmachung, einen horrenden Gewinn zu machen, wenn er denn ein Schiff habe, das die Blockade brechen könne. Der Onkel lässt sich Bedingungen nennen und inwieweit der Neffe diese erfüllen könne (Schiffstyp, Mannschaft, Bewaffnung). So wird die Delphin auf Kiel gelegt, ein Schiff mit geringem Tiefgang, modernster Antriebstechnik und ohne Bewaffnung. Sie wird beladen mit Munition und Kriegsgütern, um nach Charleston auszulaufen, die Blockade zu brechen, teuer die Güter zu verkaufen und billig Baumwolle einzukaufen.
So läuft die Delphin mit handverlesener Mannschaft von Glasgow nach Charleston aus. An Bord befinden sich auch ein Mann, der sich fälschlich als Seemann ausgibt, und sein Lehrling, der sich fälschlich als Junge ausgibt. Es handelt sich um den Diener der Familie Halliburt. Der Vater ist in Charleston als Nordstaatler inhaftiert, der Seemann ist der Diener der Familie und der Lehrling die liebreizende Tochter Jenny Halliburt in einer Hosenrolle. Jenny erringt den Respekt, die Zuneigung und dann die Liebe von James und bringt ihn dazu, das superbe Schiff und die gute Mannschaft zu einem edleren Ziele als der Erringung schnöden Profits einzusetzen.
Die Delphin läuft aus dem Hafen von Charleston in South Carolina mit einer Ladung von Baumwolle aus, um die Blockade zu brechen. Im Austausch dafür bringt sie Waffen für die Armee der Konföderierten in die Südstaaten zurück. Währenddessen kommt es zu einer Liebesromanze zwischen James Playfair, der der Sohn des Reeders Vincent Playfair ist, und Mrs. Jenny Halliburtt. Jenny beeinflusst durch ihre Beziehung zu James die Zielsetzung der Aktivitäten des Schiffes auf eine positive Weise.

## Ausgaben
- Jules Verne: Die Blockadebrecher. In: San Carlos. Edition Dornbrunnen, 2019, ISBN 978-3-943275-40-7.